# Tränkverfahren (Bergbau)
Als Tränkverfahren, oder Kohlenstoßtränkung bezeichnet man im Bergbau ein Verfahren, das dazu dient, den bei der Gewinnung der Steinkohle entstehenden Kohlenstaub zu binden. Durch die Kohlenstoßtränkung soll eine gleichmäßige Durchfeuchtung der Kohle erreicht werden. Tränkverfahren sind im deutschen Steinkohlenbergbau durch die Bergverordnungen vorgeschrieben.

## Grundlagen und Geschichtliches
Durch den Abbaudruck werden in einem im Verhieb befindlichen Flöz Drucklagen gebildet. Dadurch wird die Kohle zum Teil zerteilt und zerrieben und es entsteht ein großer Teil an Kohlenstaub. Weiterer Kohlenstaub befindet sich auf den im Flöz vorhandenen Schlechten. Damit dieser Kohlenstaub bei der Gewinnung der Kohle nicht in den Wetterstrom gelangt, sondern größtenteils schon vorher gebunden und an der Mobilisierung gehindert wird, wird die Kohle mittels Wasser angefeuchtet. Dadurch wird der Staub schon vor der Freiwerdung bekämpft. Das Verfahren wurde bereits im Jahr 1890 von dem Bergingenieur Meißner beschrieben.

## Das grundsätzliche Verfahren
Zunächst einmal werden mit einer Drehbohrmaschine in den Kohlenstoß mehrere Löcher mit einem von der Tränkart abhängigen Abstand von drei bis zehn Metern gebohrt. Die Bohrungen können aus dem Strebraum, aus den Begleitstrecken oder aus einem außerhalb der Gewinnung befindlichen Grubenbau durchgeführt werden. Die Löcher haben einen Durchmesser von 40 bis 50 Millimeter. Sie werden mehrere Meter in das Flöz gebohrt und mittels einer Tränksonde abgedichtet. Wenn alle erforderlichen Löcher fertiggestellt sind, werden diese über die Sonden mit unter Druck befindlichem Wasser beaufschlagt. Je nach Druckhöhe des Wassers unterscheidet man zwischen dem Niederdrucktränken und Hochdrucktränken. Das Flöz wird nun über einen bestimmten Zeitraum, die Tränkzeit, mit Wasser beaufschlagt. Das Wasser wird dabei entweder kontinuierlich oder diskontinuierlich in das Flöz gepresst. Pro Kubikmeter Kohle werden, je nach Tränktiefe, zwischen fünf und zwölf Liter Wasser benötigt. Aufgrund des Druckes dringt das Wasser in der Kohle in die feinsten Klüfte und Spalten, dadurch wird die Kohle durchfeuchtet. Außerdem wird die Kohle teilweise aufgelockert, was sich positiv auf die Abbauleistung auswirkt. Allerdings muss darauf geachtet werden, dass die Tränktiefe stets größer sein muss als der Abbaufortschritt des jeweiligen Betriebspunktes.

## Unterschiede
Im Laufe der Jahre wurden mehrere Verfahren entwickelt, die sich hinsichtlich des verwendeten Wasserdruckes und der Bohrlochlänge unterscheiden. Man unterscheidet zwischen der Nahtränkung, der Ferntränkung, der Tieftränkung, der Langfronttränkung, der Diagonaltränkung und der Vorferntränkung. Bei der Nahtränkung werden aus dem Streb heraus in das Kohlenflöz die Tränklöcher gebohrt. Die Löcher werden dann solange mit Wasser beaufschlagt, bis die Kohle zu „schwitzen“ beginnt. Beim Tieftränken werden die Löcher etwa zehn Meter tief in das Flöz eingebracht. Dadurch ist es möglich, das Flöz für mehrere Abbautage im Voraus zu tränken. Beim Ferntränken werden täglich versetzt angeordnete Löcher vom Streb in den Strebstoß gebohrt. Sie werden bis zu 30 Meter tief in das Flöz gebohrt. Die Bohrlöcher werden bei sämtlichen dieser Verfahren rechtwinklig zum Strebstoß erstellt.  Beim Langfronttränken werden aus den Abbaubegleitstrecken bis zu 80 Meter lange Löcher in das Flöz gebohrt. Beim Vorferntränken werden die Löcher aus einem anderen Grubenbau in das zu tränkende Flöz eingebracht. Beim Diagonaltränken werden die Bohrlöcher aus den Abbaubegleitstrecken mit einem Winkel von 66 bis 77 Gon bis auf eine Länge von 40 Meter in das Flöz gebohrt.

## Wasserdrücke
Das Tränkwasser wird, je nach Bohrlochlänge, mit unterschiedlichen Druck in das Bohrloch eingebracht. Beim Niederdrucktränken erfolgt dies mit einem Wasserdruck von fünf bis 20 bar. Hierbei ist der normale Betriebsdruck aus der Frischwasserleitung in der Regel ausreichend. Bei tieferen Bohrlöchern ist dieser Druck nicht hoch genug, es muss mit einem deutlich höheren Druck gearbeitet werden, damit sich die erforderlichen Fließwege zum Durchfeuchten der Kohle öffnen können. Bei dem als Hochdrucktränken bezeichneten Verfahren werden Tränkdrücke von 30 bis 250 bar, teilweise auch darüber, benötigt. Diese hohen Drücke, die bis zu 450 bar betragen können, lassen sich nur mit speziellen Hochdruckpumpen, wie Differential- oder Drillingskolbenpumpen, erzeugen. Mit diesen hohen Drücken lassen sich die Schlechten und Drucklagen öffnen, damit das Wasser in die Kohle eindringen kann.

## Nachteile und Probleme
Damit das Verfahren seine beste Wirkung entfalten kann, muss die Kohle porös, aber nicht zu klüftig sein. In geneigten Lagerstätten können Probleme durch das Gefüge und die Belastbarkeit der Kohle auftreten. Bei sehr harter Kohle kann es vorkommen, dass das Tränkwasser nicht genügend in die Kohle eindringt. Dadurch bleibt die Kohle bereits in kurzer Entfernung vom Bohrloch trocken. In wenig poröser Kohle kann, bei unverritzten Flözen, keine genügend hohe Wassermenge eingedrückt werden. Dies ist insbesondere ein Problem beim Tieftränken. Bei wasserempfindlichem Nebengestein mit hereinbrechenden Dachschichten und abrutschendem Liegenden ist das Verfahren nicht geeignet. Bei klüftiger Kohle kann das Wasser zu schnell entweichen, sodass die Kohle nicht ausreichend durchfeuchtet wird. Aufgrund von breiten Rissen in der Kohle wird die Kohle ungleichmäßig befeuchtet. Durch das Bohren im Streb wird der Abbau in seinem Arbeitsfluss behindert. Die Tränkarbeiten lassen sich somit nur auf einer gewinnungsfreien Schicht durchführen.